# Арыктах
Арыктах (якут. Арыктаах) — село, административный центр Арыктахского наслега Кобяйского улуса в Республике Саха (Якутия) Российской Федерации.

## История
Согласно Закону Республики Саха (Якутия) от 30 ноября 2004 года N 173-З N 353-III село возглавило образованное муниципальное образование Арыктахский наслег.

## География
Расположено на Центральноякутской равнине (Лено-Вилюйское междуречье), по берегу озёр Ниджили и Арыктах, в 215 км к юго-западу от райцентра поселка Сангар и к северо-западу от г. Якутска.

## Население
| 1989 | 2002 | 2010 | 2021 |
| ---- | ---- | ---- | ---- |
| 200  | ↗275 | ↗286 | ↗342 |

## Инфраструктура
Основные производства — мясное скотоводство, мясное табунное коневодство.
- МОУ-Арыктахская основная общеобразовательная школа
- МБДОУ "Детский сад № 20 «Куорэгэй»

В 400 м от села находится гидрологический пост, проводящий с октября 1960 года изучение гидрологического режима озера Ниджили.

## Транспорт
Зимники.